# Вершина (фільм)
«Вершина» («მწვერვალი») — радянський художній фільм 1976 року, знятий режисером Мерабом Кокочашвілі на кіностудії «Грузія-фільм».

## Сюжет
Готується сходження грузинських альпіністів на Велику вершину, щоб забрати тіло загиблого альпініста. Водночас вершину штурмують англійці. Насувається буря. Грузинські спортсмени змінюють плани і допомагають англійцям, які зазнають лиха. Головні ролі виконують альпіністи.

## У ролях
- Діто Цинцадзе — Ладо (дублював Фелікс Яворський)
- Давид Чубінішвілі — Тенгіз (дублював Данило Нетребін)
- Зураб Кірікашвілі — Темурі (дублював Володимир Ферапонтов)
- Закро Мегрелішвілі — Закро (дублював Олександр Бєлявський)
- Давид Абашидзе — Габрієлі (дублював Микола Граббе)
- Мераб Кокочашвілі — Темур (дублював Сергій Мартинов)
- Марина Карцівадзе — Анна (дублювала Марія Кремнєва)
- Вахтанг Панчулідзе — епізод
- Ен Агасілд — Бенджі Фостер
- Отар Вепхвадзе — Ендрю
- Альберт Сульг — Норман Грей
- Гогі Ахвледіані — епізод
- Святослав Бондарик — Коліч (дублював Олександр Вігдоров)
- Гега Деметрашвілі — епізод
- Василь Кахніашвілі — епізод
- Джумбер Шакарашвілі — епізод
- Георгій Ерхан — епізод
- Н. Азмаїпарашвілі — епізод
- Т. Акіашвілі — епізод
- В. Ветс — епізод
- Г. Гудушаурі — епізод
- М. Мяндло — епізод
- Р. Піцхелаурі — епізод
- І. Прійметс — епізод
- Б. Чкареулі — епізод

## Знімальна група
- Режисер — Мераб Кокочашвілі
- Сценарист — Важа Гігашвілі
- Оператори — Георгій Герсамія, Заза Гудавадзе
- Композитор — Нодар Мамісашвілі
- Художник — Дмитро Еріставі